# 拓跋禄官
拓跋 禄官（たくばつ ろくかん、拼音：Tuòbá Lùguān、? - 307年）は、鮮卑拓跋部の大人（たいじん：部族長）。拓跋力微の子。兄弟に拓跋沙漠汗・拓跋悉鹿・拓跋綽がいる。北魏の道武帝より昭皇帝と追尊された。

## 生涯
294年、拓跋弗が在位1年で亡くなったので、拓跋禄官が代わって大人となった。
拓跋力微の代より晋とは友好を深め、庶民は平穏に暮らすようになり、財物も家畜も充実していた。拓跋禄官が継ぐに当たり、騎兵は既に40万余りを擁するようになった。
295年、拓跋禄官は拓跋部を3分割し、自身は上谷郡の北、濡源の西で、東の宇文部と接する東部拓跋部を統治した。拓跋沙漠汗の長子の拓跋猗㐌は代郡参合陂の北で中部拓跋部を統治した。拓跋沙漠汗の次子の拓跋猗盧は定襄郡の盛楽故城で西部拓跋部を統治した。
拓跋禄官は杏城の北80里から長城の端にまで、石碑を建てて晋と境界を分けた。
296年、生前、拓跋弗は改葬を欲していたので、拓跋禄官は拓跋沙漠汗および皇后封氏の葬儀を行った。晋の成都王の司馬穎は従事中郎の田思を遣わし、河間王の司馬顒は司馬の靳利を遣わし、并州刺史の司馬騰は主簿の梁天を遣わして、葬儀に参列した。遠近で赴く者は20万人にも及んだ。
299年、宇文部大人宇文莫珪の子の宇文遜昵延が拓跋部に朝貢してきた。拓跋禄官はその誠款を喜び、長女を妻とさせた。
304年、匈奴の劉淵が離石で挙兵し、自ら漢王と号した。并州刺史の司馬騰は拓跋部に援軍を要請した。拓跋猗㐌は十数万騎を率い、拓跋禄官もこれに呼応し、西河郡・上党郡で劉淵の軍を大破させた。
307年、拓跋禄官は死去した。